# كتلة الديمقراطية والتكامل الإفريقي
كتلة الديمقراطية والتكامل الأفريقي (بالفرنسية: Bloc pour la démocratie et l'intégration africaine) كان حزبًا سياسيًا في مالي.

## التاريخ
تأسس الحزب في أبريل 1993.
شهدت انتخابات عام 2007 انضمام الحزب إلى التحالف للديمقراطية والتقدم الذي دعم الرئيس أمادو توماني توري. وفاز بمقعدين من أصل 160 في الجمعية الوطنية.
في أغسطس 2010 اندمج مع الاتحاد السوداني - التجمع الديمقراطي الأفريقي لتشكيل الاتحاد المالي للتجمع الديمقراطي الأفريقي.